# Bolton Low
Bolton Low var en civil parish 1866–1887 när det uppgick i Boltons, i grevskapet Cumbria i England. Parish var belägen 6 km från Wigton och hade 636 invånare år 1881. Det inkluderade Bolton Low Houses, Bolton New Houses och Boltonwood Lane.